# Sieromino
Sieromino (dodatkowa nazwa w j. kaszub. Seromino; niem. Zeromin) – mała kaszubska osada w Polsce, położona w województwie pomorskim, w powiecie bytowskim, w gminie Czarna Dąbrówka, na Pojezierzu Bytowskim. Wchodzi w skład sołectwa Jasień.
W latach 1975–1998 osada administracyjnie należała do województwa słupskiego.
Osada o charakterze letniskowym położona nad zachodnim brzegiem jeziora Jasień a także na obszarze Parku Krajobrazowego Dolina Słupi. 